# La fatica
La fatica è un brano musicale del cantautore emiliano Pierangelo Bertoli, pubblicato nel 1981 e scritto da Bertoli insieme a Maurizio Piccoli.
“A volte può sembrare facile scrivere delle canzoni, preparare un LP, non lo è, ci sono momenti in cui non ci riesce a scrivere, si passa dai periodi lunghi, mi ricordo nel 78’ 3 mesi a guardare fogli senza scrivere una parola, l’anno scorso mi era capitata la stessa cosa, è stato un periodo un po’ più breve, però anche questa volta ho fatto molta fatica, volevo spiegare in una canzone questo, la fatica di scrivere un nuovo LP” (Pierangelo Bertoli)